# Едвард Ґарнетт
Едвард Вільям Ґарнетт (англ. Edward William Garnett; 1868—1937) — англійський письменник, критик і літературний редактор, який відіграв важливу роль у публікації Sons and lovers Д. Г. Лоуренса.

## Раннє життя та родина
Едвард Ґарнетт народився 5 січня 1868 року в Лондоні . Його батько Річард Гарнетт (1835—1906) був письменником і бібліотекарем Британського музею. 31 серпня 1889 він одружився з Констанцією Блек, відомою своїми перекладами російської літератури; письменник Девід Ґарнетт (1892—1981) був їхнім сином.

## Кар'єра
Ґарнетт отримав лише кілька років формальної освіти у Школі Лондонського Сіті. Він пішов зі школи у віці 16 років, але продовжував самоосвіту, багато читаючи. У той час він здобув хороше розуміння й чуття сучасної літератури. Він заохочував багатьох провідних письменників того часу до писання, і ця діяльність була набагато пліднішою, аніж його власне письмо. Його літературні контакти та листування поширювались далеко й широко, від Петра Кропоткіна до Едварда Томаса.
Він працював редактором і читачем (людиною, яка перша прочитує рукописи у видавництві) у лондонських видавництвах Т. Фішера Анвіна,  [Архівовано 27 квітня 2019 у Wayback Machine.]Gerald Duckworth and Company, а потім Джонатана Кейпа . У 1898 році він познайомив Джозефа Конрада, автора Анвіна, якому він був за порадника і друга, з Фордом Мадоксом Фордом; у результаті вони разом працювали над кількома творами в перші кілька років ХХ століття. Ґарнетт подружився з Д. Г. Лоуренсом і за деякий час зміг спрямувати його у бік реалістичної літератури. Він також відіграв роль у публікації робіт Т. Е. Лоуренса. Однією з його невдач була відмова від «Портрету митця замолоду» Джеймса Джойса, коли Ґарнетт працював у Duckworth. Він був щирим прихильником Джона Ґолсуорсі, і «Людина про майно» в сазі про Форсайта була присвячена саме йому. Він також відстоював американських письменників Стівена Крейна та Роберта Фроста та австралійського Генрі Ловсона, а також допомагав ірландському письменнику Лайаму О'Флагерті.
Його п'єсі «Breaking Point» не дали ліцензію на драматичну виставу в Лондоні за тогочасною системою цензури (офіс лорда-камергера). Її публікація була дозволена, і в 1907 р. Ґарнетт опублікував п'єсу, яка розглядала неодружену матір разом із відкритим листом до цензора. Лист насправді написав критик Вільям Арчер. Це була лише частина, битва в кампанії, яка велася в той час під керівництвом Бернарда Шоу, щоби звільнити сцену.

## Праці
- An Imaged World (1894)
- The Art of Winnifred Matthews (1902)
- The Breaking Point, a Censured Play. With Preface and a Letter to the Censor (1907)
- Hogarth (1911)
- Tolstoy: His Life and Writings (1914)
- The great war in 1916, a neutral's indictment (1917) with Louis Raemaekers, H. Perry Robinson, and M. B. Huish
- Turgenev (1917) biography
- Papa's War and Other Satires (1918)
- Friday Nights; Literary Criticisms and Appreciations (1922)
- Letters from W. H. Hudson, 1901—1922 (1923) editor
- Letters from Joseph Conrad 1895—1924 (1928) editor
- The trial of Jeanne d' Arc and other plays (1931)
- Letters from John Galsworthy 1900—1932 (1934) editor
- Edward Thomas: A selection of letters to Edward Garnett (1981 reprint)